# Coppa di Francia 1976-1977
La Coupe de France 1976-1977 è stata la 60ª edizione della competizione.

## Trentaduesimi di finale
12 e 13 febbraio 1977
| Squadra 1           | Risultato       | Squadra 2             |
| ------------------- | --------------- | --------------------- |
| Saint-Étienne       | 2 - 0           | Olympique Alès        |
| Stade Reims         | 4 - 2           | Bourges               |
| Nantes              | 3 - 1           | Tolosa                |
| Nizza               | 8 - 1           | Annecy                |
| Sochaux             | 4 - 1           | Meaux                 |
| Lorient             | 1 - 0           | Laval                 |
| Lens                | 3 - 1           | CM Morangis-Chilly    |
| Nîmes               | 1 - 0           | UGA Lyon-Décines      |
| Rouen               | 1 - 0           | US Saint-Omer         |
| Monaco              | 1 - 0           | Mulhouse              |
| Strasburgo          | 1 - 0           | Nancy                 |
| AS Vauban           | 1 - 1 (5-4 dcr) | Viry-Châtillon        |
| Paris Saint-Germain | 7 - 1           | Entente BFN           |
| Gueugnon            | 1 - 0           | Olympique Lione       |
| Angers              | 2 - 0           | Angoulême             |
| Bordeaux            | 4 - 1           | Guingamp              |
| Auxerre             | 1 - 0           | Poissy                |
| Gazélec Ajaccio     | 5 - 3           | US Montélimar         |
| Troyes AF           | 4 - 0           | Besançon              |
| Villemomble Sports  | 2 - 1           | AS Creil              |
| La Rochelle         | 5 - 1           | Mantes                |
| Rennes              | 3 - 2           | Limoges               |
| Metz                | 5 - 1           | Chaumont              |
| Montpellier         | 2 - 1           | Olympique Marsiglia   |
| USM Malakoff        | 2 - 1           | US Valenciennes-Anzin |
| Cannes              | 4 - 0           | AC Arlès              |
| Lilla               | 1 - 0           | Dunkerque             |
| SR Haguenau         | 2 - 1           | Épinal                |
| Caen                | 3 - 1           | Élan Béarnais Orthez  |
| Châteauroux         | 1 - 0           | Boulogne              |
| Brest               | 2 - 1           | Stade Quimpérois      |
| Olympique Avignon   | 3 - 1           | Bastia                |

## Sedicesimi di finale
Andata 11, 12 en 13 marzo,  ritorno 18, 19 en 20 marzo.  Villemomble-Nice, 2 aprile
| Squadra 1                  | Totale | Squadra 2           | Andata | Ritorno |
| -------------------------- | ------ | ------------------- | ------ | ------- |
| Troyes AF                  | 2 - 5  | Nantes              | 0 - 2  | 2 - 3   |
| Lens                       | 4 - 1  | Metz                | 2 - 0  | 2 - 1   |
| Caen                       | 2 - 5  | Paris Saint-Germain | 0 - 2  | 2 - 3   |
| Auxerre                    | 1 - 3  | Saint-Étienne       | 0 - 0  | 1 - 3   |
| Gazélec Ajaccio            | 3 - 4  | Stade Reims         | 1 - 1  | 2 - 3   |
| Avignon Football 84        | 1 - 2  | Bordeaux            | 0 - 0  | 1 - 2   |
| Brest                      | 4 - 5  | Angers              | 2 - 0  | 2 - 5   |
| Lorient                    | 2 - 1  | Rennes              | 2 - 0  | 0 - 1   |
| Strasburgo                 | 6 - 2  | Lilla               | 4 - 0  | 2 - 2   |
| Montpellier PSC            | 2 - 6  | Nîmes               | 0 - 3  | 2 - 3   |
| La Rochelle                | 1 - 7  | Sochaux             | 1 - 5  | 0 - 2   |
| Villemomble Sports         | 0 - 7  | Nizza               | 0 - 1  | 0 - 6   |
| Gueugnon                   | 5 - 2  | Châteauroux         | 2 - 1  | 3 - 1   |
| Cannes                     | 2 - 5  | Monaco              | 1 - 1  | 1 - 4   |
| USM Malakoff               | 3 - 7  | Rouen               | 0 - 2  | 3 - 5   |
| Pierrots Vauban Strasbourg | 2 - 2  | FC Haguenau         | 1 - 0  | 1 - 2   |

## Ottavi di finale
andata 6 aprile, ritorno 10 aprile.
| Squadra 1                  | Totale | Squadra 2           | Andata | Ritorno     |
| -------------------------- | ------ | ------------------- | ------ | ----------- |
| Angers                     | 0 - 2  | Lens                | 0 - 1  | 0 - 1       |
| Nîmes                      | 1 - 0  | Bordeaux            | 1 - 0  | 0 - 0       |
| Sochaux                    | 2 - 2  | Paris Saint-Germain | 1 - 0  | 1 - 2 (dts) |
| Rouen                      | 1 - 3  | Saint-Étienne       | 1 - 1  | 0 - 2       |
| Nantes                     | 3 - 3  | Strasburgo          | 2 - 0  | 1 - 3 (dts) |
| Stade Reims                | 6 - 2  | Monaco              | 2 - 0  | 4 - 2       |
| Pierrots Vauban Strasbourg | 2 - 11 | Nizza               | 1 - 4  | 1 - 7       |
| Gueugnon                   | 3 - 3  | Lorient             | 3 - 2  | 0 - 1 (dts) |

## Quarti di finale
Andata 12 maggio, ritorno 17 maggio.
| Squadra 1 | Totale | Squadra 2     | Andata | Ritorno     |
| --------- | ------ | ------------- | ------ | ----------- |
| Lens      | 2 - 2  | Nantes        | 2 - 1  | 0 - 1 (dts) |
| Nîmes     | 3 - 5  | Nizza         | 3 - 3  | 0 - 2       |
| Lorient   | 4 - 8  | Stade Reims   | 2 - 0  | 2 - 8       |
| Sochaux   | 2 - 4  | Saint-Étienne | 1 - 1  | 1 - 3       |

## Semifinali
Andata 11 aprile, ritorno 14 aprile. 
| Squadra 1 | Totale | Squadra 2     | Andata | Ritorno     |
| --------- | ------ | ------------- | ------ | ----------- |
| Nantes    | 4 - 5  | Saint-Étienne | 3 - 0  | 1 - 5 (dts) |
| Nizza     | 1 - 3  | Stade Reims   | 1 - 2  | 0 - 1       |

## Finale
| Squadra 1     | Risultato | Squadra 2   |
| ------------- | --------- | ----------- |
| Saint-Étienne | 2 - 1     | Stade Reims |

| Arbitro: | Georges Konrath |

| |            | |
| Dominique Bathenay 83’ (rig.) Alain Merchadier 87’ | Marcatori  | 63’ Santiago Santamaria |
| Ivan Ćurković Alain Merchadier Oswaldo Piazza Christian Lopez Gérard Farison Jacques Santini Gérard Janvion Dominique Bathenay Dominique Rocheteau Hervé Revelli Patrick Revelli | Formazioni | Christian Laudu Patrice Buisset Régis Durand Jean-Claude Dubouil René Masclaux Alain Polaniok (Gérardo Giannetta, 75') Daniel Ravier André Betta Santiago Santamaría Guy Mauffroy Bernard Ducuing |
| Robert Herbin | Allenatori | Pierre Flamion |